# Mads Bomholt
Mads Bomholt (født 30. december 2005) er en dansk professionel fodboldspiller, der spiller som midtbanespiller for den danske Superliga-klub AaB.

## Klubkarriere

### AaB
Bomholt kom til AaB som 11-årig fra partnerklubben Hadsund Boldklub i 2017, hvor han havde spillet siden han var 4. Hos AaB spillede Bomholt sig op gennem klubbens ungdomsakademi og i juli 2023 blev den 17-årige midtbanespiller belønnet med en ny kontrakt frem til juni 2026, efter en god start med førsteholdstruppen i optaktssæsonen og en indkaldelse til sæsonens første ligakamp, selvom han var på bænken.
Den 6. august 2023 fik Bomholt sin debut for AaB, da han i det 83. minut erstattede Nicklas Helenius i en dansk 1. divisionskamp mod FC Fredericia.

## Eksterne links
- Mads Bomholt profil på Soccerway

- Mads Bomholt i DBU's Landsholdsdatabase